# Fleninge landskommun
Fleninge landskommun var en tidigare kommun i dåvarande Malmöhus län.

## Administrativ historik
Kommunen bildades i Fleninge socken i Luggude härad i Skåne när 1862 års kommunalförordningar trädde i kraft. 
Vid kommunreformen 1952 uppgick kommunen i Ödåkra landskommun som 1971 uppgick i Helsingborgs kommun.

## Politik

### Mandatfördelning i valen 1919–1946
| 20 |

| 20 |

| 20 |

| 20 |

| 20 |

| 20 |

| 20 |

| 20 |

| 20 |

| 20 |

| 9 | 11 |

| 20 |

| 12 | 8 |

| 20 |

| 11 | 9 |

| 20 |

| 11 | 3 | 6 |

| 20 |